# Pseudodysstroma
Pseudodysstroma är ett släkte av fjärilar. Pseudodysstroma ingår i familjen mätare.
Kladogram enligt Catalogue of Life:
| Pseudodysstroma | \| \| Pseudodysstroma albovenosata \| \| \| \| \| \| Pseudodysstroma nepalensis \| \| \| \| |
|                 | \| \| Pseudodysstroma albovenosata \| \| \| \| \| \| Pseudodysstroma nepalensis \| \| \| \| |
|                 | Pseudodysstroma albovenosata                                                                |
|                 |                                                                                             |
|                 | Pseudodysstroma nepalensis                                                                  |
|                 |                                                                                             |